# Nick's Movie
Pour plus de détails, voir Fiche technique et Distribution.
Nick's Movie, également connu sous le titre Lightning Over Water, est un film documentaire suédo-allemand réalisé par Wim Wenders et Nicholas Ray, sorti en 1980.
Le film a pour sujet les derniers jours de la vie de Nicholas Ray (1911-1979), réalisateur américain principalement connu pour son film La Fureur de vivre (en anglais : Rebel Without a Cause) (1955), avec James Dean dans le rôle principal.

## Fiche technique
- Titre : Nick's Movie
- Réalisation : Wim Wenders, Nicholas Ray
- Scénario : Wim Wenders, Nicholas Ray
- Genre : Documentaire
- Pays :  Suède,  Allemagne de l'Ouest
- Langue : allemand
- Dates de sortie : 
  -  Canada : 11 septembre 1980 (Festival international du film de Toronto)
  -  États-Unis : 11 octobre 1980 (Festival international du film de Chicago)
  -  Allemagne de l'Ouest : 13 février 1981

## Distribution
- Nicholas Ray : lui-même
- Wim Wenders : lui-même
- Ronee Blakley : elle-même (épouse de Wim Wenders au moment du tournage)
- Susan Ray : elle-même (quatrième et dernière épouse de Nicholas Ray)